# Maja Užmah
Maja Užmah, slovenska rokometašica, * 23. februar 1988, Pulj.
Igra za HBC Celles-sur-Belle in Slovensko žensko rokometno reprezentanco..
Z reprezentanco Slovenije je nastopila na Evropskem prvenstvu v rokometu za ženske 2016.